# Élections législatives autrichiennes de 1953
Les élections législatives autrichiennes de 1953 (Nationalratswahl in Österreich 1953, en allemand), se sont tenues le 22 février 1953, en vue d'élire les 165 députés du Conseil national, pour un mandat de quatre ans.
Les résultats des élections sont contrastés. Le Parti socialiste d'Autriche (SPÖ) arrive ainsi en tête devant le Parti populaire autrichien (ÖVP) en termes de voix, mais en obtenant un siège de moins que ce dernier. Les deux partis continuent de dominer largement le Conseil national, sans qu'aucun d'entre eux ne détiennent seul la majorité absolue. Ils renouvellent par conséquent leur Grande coalition, avec Julius Raab (ÖVP) pour Chancelier fédéral. 

## Mode de scrutin

Carte des neuf Länder.

L'Autriche est une république semi-présidentielle dotée d'un parlement bicaméral.
Sa chambre basse, le Conseil national (en allemand : Nationalrat), est composée de 165 députés élus pour cinq ans selon un mode de scrutin proportionnel de liste bloquées dans neuf circonscriptions, qui correspondent aux Länder, à raison de 7 à 36 sièges par circonscription selon leur population. Elles sont ensuite subdivisées en un total de 43 circonscriptions régionales.
Le seuil électoral est fixé à 4 % ou un siège d'une circonscription régionale. La répartition se fait à la méthode de Hare au niveau régional puis suivant la méthode d'Hondt au niveau fédéral.
Bien que les listes soit bloquées, interdisant l'ajout de noms n'y figurant pas, les électeurs ont la possibilité d'exprimer une préférence pour un maximum de trois candidats, permettant à ces derniers d'être placés en tête de liste pour peu qu'ils totalisent un minimum de 14 %, 10 % ou 7 % des voix respectivement au niveau régional, des Länder, et fédéral. Le vote, non obligatoire, est possible à partir de l'âge de 19 ans.

## Résultats

### Fédéral
| Parti | Parti                                                   | Suffrages | Suffrages | Suffrages | Sièges  | Sièges |
| Parti | Parti                                                   | Voix      | %         | +/-       | Députés | +/-    |
| ----- | ------------------------------------------------------- | --------- | --------- | --------- | ------- | ------ |
|       | Parti socialiste d'Autriche (SPÖ)                       | 1 818 517 | 42,11     | 3,40      | 73      | 6      |
|       | Parti populaire autrichien (ÖVP)                        | 1 781 777 | 41,26     | 2,77      | 74      | 3      |
|       | Fédération des Indépendants (VDU)                       | 472 866   | 10,95     | 0,72      | 14      | 2      |
|       | Opposition de la communauté populaire autrichienne (VO) | 228 159   | 5,28      | 0,20      | 4       | 1      |
|       | Autres                                                  | 17 369    | 0,40      | N/A       | 0       | N/A    |

### Par Land
| Land           | SPÖ            | ÖVP  | VDU  | VO  |     |
| Land           | %              | %    | %    | %   |     |
| -------------- | -------------- | ---- | ---- | --- | --- |
| Land           | Basse-Autriche | 39,0 | 50,2 | 4,8 | 5,8 |
| Burgenland     | 44,7           | 48,3 | 3,7  | 3,2 |     |
| Carinthie      | 48,1           | 28,8 | 16,6 | 4,1 |     |
| Haute-Autriche | 38,4           | 46,2 | 12,2 | 3,0 |     |
| Salzbourg      | 35,4           | 42,5 | 19,0 | 2,8 |     |
| Styrie         | 41,1           | 40,7 | 13,6 | 4,4 |     |
| Tyrol          | 29,2           | 55,1 | 13,1 | 2,4 |     |
| Vienne         | 49,9           | 31,1 | 10,4 | 8,1 |     |
| Vorarlberg     | 22,7           | 55,5 | 18,8 | 2,9 |     |

## Analyse et conséquences
Le Parti socialiste d'Autriche arrive en tête des élections avec 42,11 % suivi des conservateurs avec 41,26 %.
La coalition est reconduite au pouvoir mais Leopold Figl critiqué par son parti est remplacé par Julius Raab.